# Ідая (Троада)
Ідая або Ідея (дав.-гр. Ἰδαία) — в античній міфології німфа гори Іди в стародавньому регіоні Троада, яка від річкового бога Скамандра народила Тевкра (Теукра), першого правителя Трої та прабатька текерів (теукрів або троянців).
У пізнішій давньогрецькій міфології це німфа, яка разом зі своєю сестрою Адрастеєю виховали верховного бога Зевса. Його мати Рея народила його таємно в самоті на Криті в глибокій печері Дікте, щоб врятувати останнього сина від його батька Кроноса, який проковтнув усіх її попередніх дітей. Він хотів уникнути небезпеки, що нащадки позбавлять його влади над світом.
Коли Зевс народився, він залишився на Криті, а Рея повернулася і дала Кроносу замість новонародженого камінь, загорнутий у пелюшки. Ідая з сестрою оберігали Зевса на Криті, поки він виріс.
Ідаю іноді плутають з Ідеєю, донькою правителя Скитії Дардана. Хоча є версія, що це був один і той самий Дардан, що є родоначальником троянців.